# Bernardino de Melgar y Abreu
Bernardino de Melgar y Abreu (Mondragón, 15 de octubre de 1863-Madrid, 11 de enero de 1942) fue un aristócrata, político y coleccionista español.

## Familia
Hijo de Juan de la Cruz de Melgar y Quintano, V marqués de Canales de Chozas, y de su esposa María del Campanar Álvarez de Abreu y Álvarez de las Asturias-Bohorques.

## Biografía

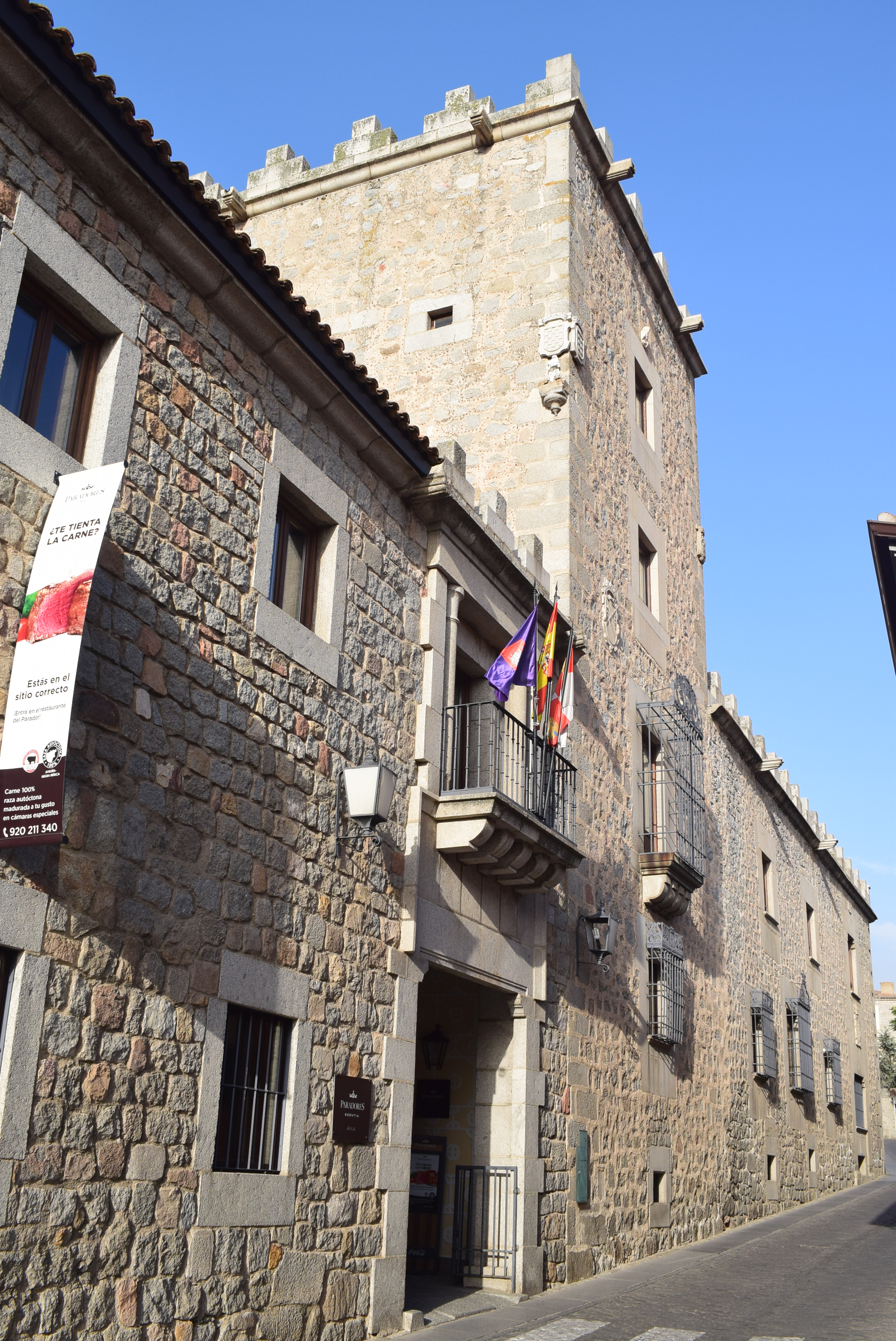
Torre construida por don Bernardino en su palacio de Piedras Albas, desde 1966 parador nacional Don Raimundo de Borgoña en Ávila.

Fue IX marqués de Benavites desde 1893, VII marqués de San Juan de Piedras Albas desde 1910, VI marqués de Canales de Chozas y XV señor de Alconchel desde 1919 sucediendo a su tatarabuelo por rehabilitación de Alfonso XIII de España.
Diputado a Cortes, en 1899 fue elegido senador por la provincia de Murcia y en 1911 se convirtió en senador por derecho propio, consejero de Estado, caballero de la Orden de Malta, maestrante de Sevilla, gran-cruz de la Orden de Carlos III y gentilhombre de cámara de Alfonso XII de España.

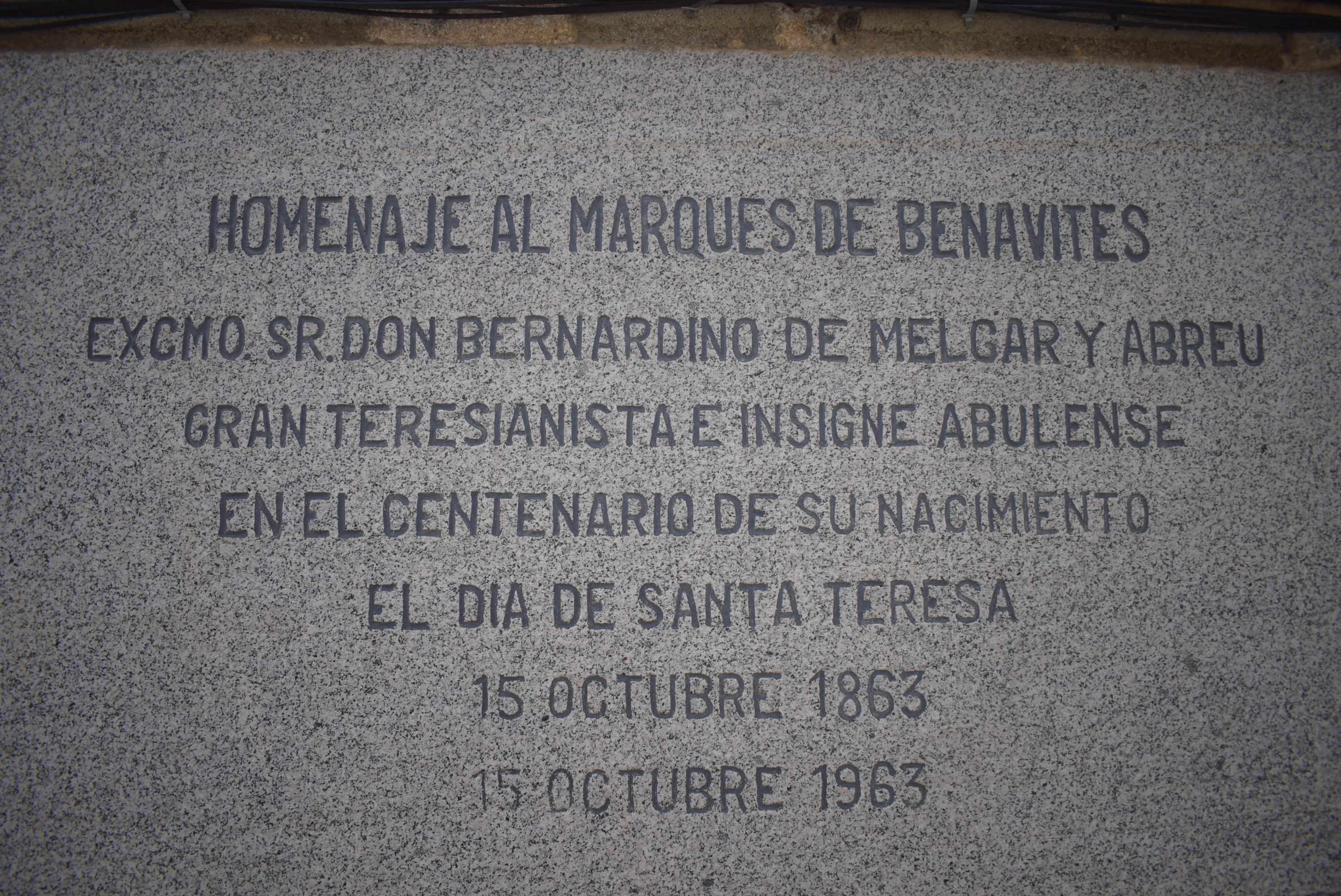
Placa conmemorativa colocada en Ávila en recuerdo del IX marqués de Benavites.

En 1918 ingresó en la Real Academia de la Historia. En su faceta de humanista cabe destacar su estudio de la figura de Teresa de Jesús, la tauromaquia, la etnografía y la historia de Ávila.

## Matrimonio y descendencia
Se casó en Valmaseda el 24 de septiembre de 1892 con María de los Dolores Hernández y Torres-Gorrita. Fueron padres de: 
- María de los Dolores de Melgar y Hernández (30 de octubre de 1893[7] - 16 de diciembre de 1977), X marquesa de Benavites, VIII marquesa de San Juan de Piedras Albas y VII marquesa de Canales de Chozas, casada con Manuel García de Iraola, sin descendencia.[3]
- María Josefa de Melgar y Hernández (Madrid, 11 de enero de 1895-París, 5 de septiembre de 1919), sin matrimonio y sin descendencia[3]
- María del Campanar de Melgar y Hernández (Valmaseda, 18 de julio de 1896-8 de abril de 1986), IX marquesa de San Juan de Piedras Albas. Se casó en Madrid el 8 de mayo de 1918 con Ramón María de Narváez y Pérez de Guzmán, XV marqués de Espeja, IV marqués de Gracia Real y X conde de Cartago, con descendencia.[3]